# O lume fermecată
„O lume fermecată” (titlu original: „The Magicks of Megas-tu”) este al 8-lea episod din primul sezon al serialului TV american științifico-fantastic Star Trek: Seria animată. A avut premiera la 27 octombrie 1973 pe canalul NBC.
Episodul a fost regizat de Hal Sutherland după un scenariu de Larry Brody.

## Prezentare
Căpitanul James T. Kirk și oamenii săi se întâlnesc pe o misterioasă planetă cu om-țap numit Lucien. Care li se pare atât de cunoscut...

## Rezumat
În timp ce explorează aproape de centrul galaxiei, USS Enterprise este prinsă în interiorul unui vortex de energie/materie și toate sistemele ei informatice cedează. O ființă numită Lucien apare pe punte, repară sistemele navei și ia echipajul pentru a-i explora planeta sa, Megas-Tu. Pe această planetă, magia și vrăjitoria sunt lucruri normale.
Meganii sunt o specie fără vârstă care, la un moment dat, au trăit pe Pământ, și sunt cauza legendelor terestre despre vrăjitoare. Lucien, ghidul lor, este în realitate Lucifer din mitologia Pământului. 